# Felipe Yáñez
Felipe Yáñez de la Torre (Cózar, 21 gennaio 1953) è un ex ciclista su strada spagnolo.
Professionista dal 1977 al 1988, vinse un titolo nazionale in linea e due tappe alla Vuelta a España, corsa di cui vinse due volte anche la classifica scalatori.

## Palmarès
- 1973 (dilettante)

Memorial Valenciaga
- 1977 (Kas - Campagnolo, una vittoria)

3ª tappa Vuelta a Aragón (Fuentes de Ebro > Molina de Aragón)
- 1978 (Kas - Campagnolo, una vittoria)

3ª tappa Vuelta a Aragón (Fuentes de Ebro > Molina de Aragón)
- 1979 (Novostil - Helios, due vittorie)

3ª tappa Vuelta a España (Cordova > Sierra Nevada)
4ª tappa, 2ª semitappa Vuelta a Cantabria (Pedrena > Peña Cabarga)
- 1980 (Kelme, sei vittorie)

Circuito de Getxo
Gran Premio de Llodio
5ª tappa Vuelta al País Vasco (Cizurquil > Zornotza)
4ª tappa Vuelta a Asturias
2ª tappa, 2ª semitappa Vuelta a Cantabria (Entrasbamestas > Saron)
6ª tappa Vuelta a Castilla y Leon
- 1981 (Teka, una vittoria)

5ª tappa Vuelta a Asturias (Villaviciosa > Llanes)
- 1983 (Teka, due vittorie)

Classifica generale Vuelta a los Valles Mineros
2ª tappa Vuelta Ciclista a Burgos (Hontoria > Briviesca)
- 1984 (Orbea - Campagnolo, una vittoria)

2ª tappa Setmana Catalana (Girona > Andorra la Vella)
- 1985 (Seat - Orbea, due vittorie)

4ª tappa Vuelta Ciclista a Murcia (Murcia > Murcia)
7ª tappa Vuelta a Castilla y Leon (Soria > Soria)
- 1986 (Zahor Chocolates, tre vittorie)

2ª tappa Setmana Catalana (Ripoll > Andorra la Vella)
Classifica generale Setmana Catalana
17ª tappa Vuelta a España (Jaén > Sierra Nevada)
- 1988 (Helios - Colchón CR, una vittoria)

Subida a Txitaxarro (cronoscalata)

### Altri successi
- 1977 (Kas - Campagnolo)

Campionati spagnoli per regioni, Prova a cronometro
- 1979 (Novostil - Helios)

Classifica scalatori Vuelta a España
- 1981 (Teka)

Grand Prix Cuprosan
- 1982 (Teka)

Classifica scalatori Vuelta a Burgos
- 1983 (Teka)

Classifica regolarità Vuelta a los Valles Mineros
Classifica scalatori Giro dei Paesi Baschi
2ª tappa Vuelta a la Rioja (Logroño, cronosquadre)
- 1984 (Orbea - Campagnolo)

Criterium di Manresa
Classifica scalatori Vuelta a España
Classifica scalatori Vuelta a Andalucia
- 1985 (Seat - Orbea)

Classifica scalatori Vuelta a la Rioja
- 1986 (Zahor Chocolates)

Criterium di Llodio
Classifica a punti Setmana Catalana
Classifica scalatori Setmana Catalana

## Piazzamenti

### Grandi Giri
- Tour de France

1980: ritirato (6ª tappa)
1982: 110º
- Vuelta a España

1979: 7º
1980: 30º
1982: ritirato (4ª tappa)
1983: ritirato (17ª tappa)
1984: 20º
1985: ritirato (11ª tappa)
1986: 26º
1987: ritirato (11ª tappa)
1988: non partito (14ª tappa)

### Classiche monumento
- Liegi-Bastogne-Liegi

1987: 97°